# Hjalmar Åström
Teniente General Jakob Hjalmar Åström (Uppsala, 22 de agosto de 1888-Estocolmo, 28 de abril de 1957) fue un oficial de la Artillería Costera Sueca. Los comandos superiores de Åström incluyen puestos como comandante del Regimiento de Artillería Costera de Karlskrona (1935–1941) e Inspector de la Artillería Costera Sueca (1941–1953).

## Primera vida
Åström nació el 22 de agosto de 1888 en Uppsala, Suecia, hijo de Per Jakob Åström, un alto oficial de ejecución, y su esposa Lydia Humble. Pasó el studentexamen en 1906 y realizó estudios de derecho.

## Carrera
Åström fue comisionado como oficial naval con el rango de underlöjtnant en 1908 y fue asignado al Regimiento de Artillería Costera de Karlskrona (KA 2), un regimiento al que perteneció hasta el nombramiento de general de división. Durante su carrera en KA 2, ocupó puestos como cuartelero del regimiento, profesor en la escuela de suboficiales, comandante de compañía y comandante de batallón. Åström fue ascendido a teniente en 1910 y asistió a la Escuela de Artillería de Infantería Sueca en 1911 y al Real Colegio de Estado Mayor Naval Sueco de 1912 a 1913, así como al Real Colegio de Estado Mayor del Ejército Sueco de 1916 a 1918. Åström fue ascendido a capitán en 1918 y luego sirvió como ayudante en el estado mayor del Jefe de la Artillería Costera Sueca de 1922 a 1927, y sirvió como profesor en el Real Colegio de Estado Mayor Naval Sueco de 1926 a 1927. Fue ascendido a mayor en 1931 y a teniente coronel en 1933, después de lo cual Åström sirvió como jefe de Estado Mayor del estado mayor del comandante en la Fortaleza de Karlskrona de 1933 a 1935. Fue ascendido a coronel en 1935.
Åström sirvió como comandante del Regimiento de Artillería Costera de Karlskrona desde el 17 de julio de 1935 hasta el 31 de marzo de 1941. Durante 1940 a 1941, sirvió como comandante interino del Regimiento de Artillería Costera de Vaxholm. El 1 de abril de 1941, Åström fue ascendido a general de división y nombrado Jefe de la Artillería Costera Sueca (CKA), puesto que tres meses después se cambió a Inspector de la Artillería Costera Sueca (IKA). Jugó un papel muy activo en la formación de fuerzas libres noruegas en el servicio de artillería costera durante la Segunda Guerra Mundial. Después del final de la guerra, fue uno de los iniciadores de que los cadetes de artillería costera noruegos fueran entrenados en la Real Academia Naval Sueca durante varios años. En marzo de 1953, Åström fue ascendido a teniente general y se retiró del servicio activo.

## Vida personal
En 1919, Åström se casó con Margit Lisa Christer-Nilsson (1895–1991), hija de J. Anders Christer-Nilsson y Anna Engström. Tuvieron un hijo: Hans Christer Per Hjalmarsson Åström (1921–2000).

## Muerte
Åström murió el 28 de abril de 1957 en Estocolmo. Fue enterrado en Galärvarvskyrkogården en Estocolmo el 18 de mayo de 1957.

## Fechas de rango
- 1908 – Underlöjtnant
- 1910 – Teniente
- 1918 – Capitán
- 1931 – Mayor
- 1933 – Teniente coronel
- 1935 – Coronel
- 1941 – General de división
- 1953 – Teniente general

## Premios y condecoraciones
- Comandante Gran Cruz de la Orden de la Espada (1948)[5]
- Comandante de 1.ª Clase de la Orden de la Espada (6 de junio de 1941)[6]
- Caballero de la Orden de Vasa (1931)[7]
- Comandante con Estrella de la Orden de San Olaf (1 de julio de 1948)[8]
- Cruz de la Libertad del Rey Haakon VII[9]

## Honores
- Miembro de la Real Academia Sueca de Ciencias Militares (1939)[3]
- Miembro de la Real Sociedad Sueca de Ciencias Navales (4 de noviembre de 1930)[2]
- Miembro honorario de la Real Sociedad Sueca de Ciencias Navales (1941)[3]